# Georg Christoph Schlüter
Georg Christoph Schlüter (* ca. 1750 in Hannover; † 9. November 1824 ebenda) war ein deutscher Buchdrucker und Verleger.

## Leben
Schlüter war der Sohn des Buchdruckers Heinrich Ernst Christoph Schlüter, der aus der von Georg Wilhelm Ebell 1747 gegründeten Landschaftlichen Druckerey ab 1749 in Hannover ein Druckhaus aufbaute, welches bis heute in Hannover als Schlütersche Verlagsgesellschaft fortbesteht. Für das von Albert Christoph von Wüllen begründete hannoversche Intelligenz-Comptoir druckte er ab 1750 die Hannoverschen Anzeigen und ab 1763 als Beilage das Hannoversche Magazin. 
Sein Sohn Georg Christoph besuchte die Hohe Schule (das spätere Ratsgymnasium) in Hannover und studierte von Oktober 1772 bis Michaelis 1775 Rechtswissenschaften an der Universität Göttingen. Nach dem Studium wurde er Buchdrucker in Halle und Leipzig, um dann 1777 in der Landschaftlichen Druckerey in Hannover tätig zu werden, die bis weit in das 19. Jahrhundert hinein vertraglich eng mit der Calenberg-Grubenhagenschen Landschaft verbunden war. 1783 wurde Georg Christoph Schlüter der Titel eines Landschaftlichen Buchdruckers beigegeben. Mit dem Tod seines Vaters übernahm er die Leitung dieser Druckerei und führte sie bis zu seinem Tod fort. Er erwarb 1805 von Graf Ernst Friedrich Herbert zu Münster das Haus Osterstraße 63, in dem das Unternehmen bis 1992 seinen Sitz hatte. Das Unternehmen wurde nach seinem Tod von seiner Ehefrau und seinem Sohn unter Firma G. C. Schlüters Wittwe und Sohn fortgeführt.